# Jan X.
Jan X. (kolem roku 860? Borgo Tossignano – květen 928 Řím) byl papežem od března 914 až do své smrti.

## Život
Když byl diákonem v Boloni, upoutal pozornost Theodory, ženy senátora Theofylakta,  jednoho z nejmocnějších mužů Říma. Skrze její vliv byl nejprve instalován na biskupství v Boloni a pak povýšen na arcibiskupa Ravenny.

## Odkazy

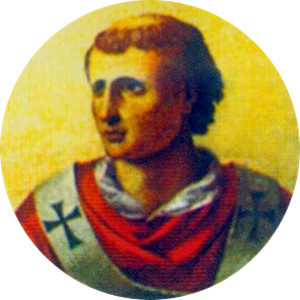
Portrét papeže Jana X. v bazilice sv. Pavla za hradbami